# Peugeot type 1543
Le Peugeot Type 1543 était un camion léger que Peugeot a produit de 1923 à 1926.

## Histoire
Le type 1543 sort en 1923 et est produit à 600 exemplaires jusqu'en 1926.
Il est carrossé en camion de 1,5 t, fourgon postal, fourgonnette et autobus (par exemple 12, 23 ou 30 places).

## Conception
Il était équipé d'un moteur Latil quatre cylindres d'une cylindrée de 2 952 cm3 (alésage 85 mm, course 130 mm). La puissance fiscale du moteur est de 14 ou 15 HP,,.
La vitesse maximale autorisée en Indochine française pour un camion type 1543 est de 50 km/h. La boîte de vitesses a quatre rapports avant. La vitesse maximale dans chaque rapport était : 1re vitesse 8,5 km/h, 2e vitesse 14 km/h, 3e vitesse 25 km/h et 4e vitesse 44 km/h. En marche arrière, 6,5 km/h étaient possibles. Les pneus ont un diamètre de 955 mm et une largeur de 155 mm. Le châssis a un poids à vide de 1 400 kg, la carrosserie pèse 700 kg et la charge utile autorisée est de 1 500 kg. Ainsi, le poids total autorisé est de 3 600 kg,.